# نورد نوره‌کرین
نورد نوره‌کرین (به انگلیسی: Nord Norécrin) یک هواپیمای ساختِ کارخانهٔ نورداویاسیون در کشور فرانسه است. این هواپیما برای نخستین بار در ۱۵ دسامبر ۱۹۴۵ میلادی مورد استفاده قرار گرفت.